# Guangxin
Guangxin léase Kuáng-Sin (en chino, 广信区; pinyin, Guǎngxìn qū; literalmente, ‘ancha y fiel’) es un distrito urbano bajo la administración directa de la Prefectura Shangrao en la provincia de Jiangxi, República Popular China. Su área es de 2231 km² y su población total para 2010 superó los 700 mil  habitantes.

## Administración
Anteriormente administrada como condado y conocida como Shangrao (上饶县), en 2019 la zona fue elevada a distrito y bautizada como Guangxin, se divide en 24 pueblos que se administran en 3 subdistritos, 11 poblados y 10 villas.